# AufRuhr 1225! Ritter, Burgen und Intrigen
AufRuhr 1225! Ritter, Burgen und Intrigen ist der Titel einer Sonderausstellung, die vom 20. Februar bis zum 28. November 2010 im LWL-Museum für Archäologie in Herne gezeigt wurde. Der Name bezieht sich auf die Ermordung des Kölner Erzbischofs Engelbert im Jahr 1225.

## Ausstellung
„Aufruhr 1225“ war ein Projekt im Rahmen von RUHR.2010 und soll die größte Mittelalterausstellung gewesen sein, die es bis dato im Ruhrgebiet gegeben habe. Die Ausstellungsfläche betrug 1.500 Quadratmeter, auf denen das LWL-Museum für Archäologie eine Spurensuche nach den Überresten des Mittelalters in der heute „vollkommen verwandelten Landschaft an Ruhr, Emscher, Lippe und Rhein“ inszenierte. Insgesamt zeigten etwa 1.000 Ausstellungsstücke – darunter Waffen, Rüstungen, goldene Reliquiare und Kochgeschirr –, wie die Menschen im 13. Jahrhundert lebten. Integriert in das Konzept waren auch Nachbildungen zum Anfassen und Ausprobieren. Im Vorfeld erwartete der Landschaftsverband Westfalen-Lippe mindestens 80.000 Besucher. Für die Ausstellung wurde eine Motte aus Holz aufgebaut, die Ende Februar mit Ritterkämpfen (Disziplin Mêlée) eingeweiht wurde. Von Ende Mai bis August wurde kurzzeitig mit der Wolfenbütteler Handschrift die zweite Auflage der „Chronica Sancti Pantaleonis“ aus dem Kölner Benediktinerkloster St. Pantaleon eine wertvolle Weltchronik aus dem 13. Jahrhundert ausgestellt, die als die einzige erhaltene vollständige Abschrift gilt.
Sieben Wochen nach Beginn der Sonderausstellung verzeichnete das LWL-Museum 50.000 Besuchen, Zur Mitte des Ausstellungszeitraums wurde die Grenze von 100.000 Besuchern überschritten. Am Ende wurden fast 160.000 Besucher verzeichnet und damit doppelt so viel, wie ursprünglich erwartet. Damit übertrumpfte die Mittelalterausstellung den bisherigen Rekordhalter des LWL-Museums für Archäologie – „Klima und Mensch“ hatte es zuvor auf 125.000 Besuchern gebracht.
Die hölzerne Turmhügelburg wurde 2013 in Küntrop, einem Vorort des sauerländischen Neuenrade, wieder aufgebaut.

## Katalog
AufRuhr 1225. Ritter, Burgen und Intrigen. Katalog zur Ausstellung, herausgegeben vom LWL-Museum für Archäologie Herne,  Philipp-von-Zabern-Verlag Mainz 2010. ISBN 978-3-8053-4108-0.